# North Newnton
North Newnton è un villaggio e una parrocchia civile della contea del Wiltshire che si trova a circa 2,5 miglia a sud-ovest di Pewsey nel Sud Ovest dell'Inghilterra, Regno Unito.

## Geografia

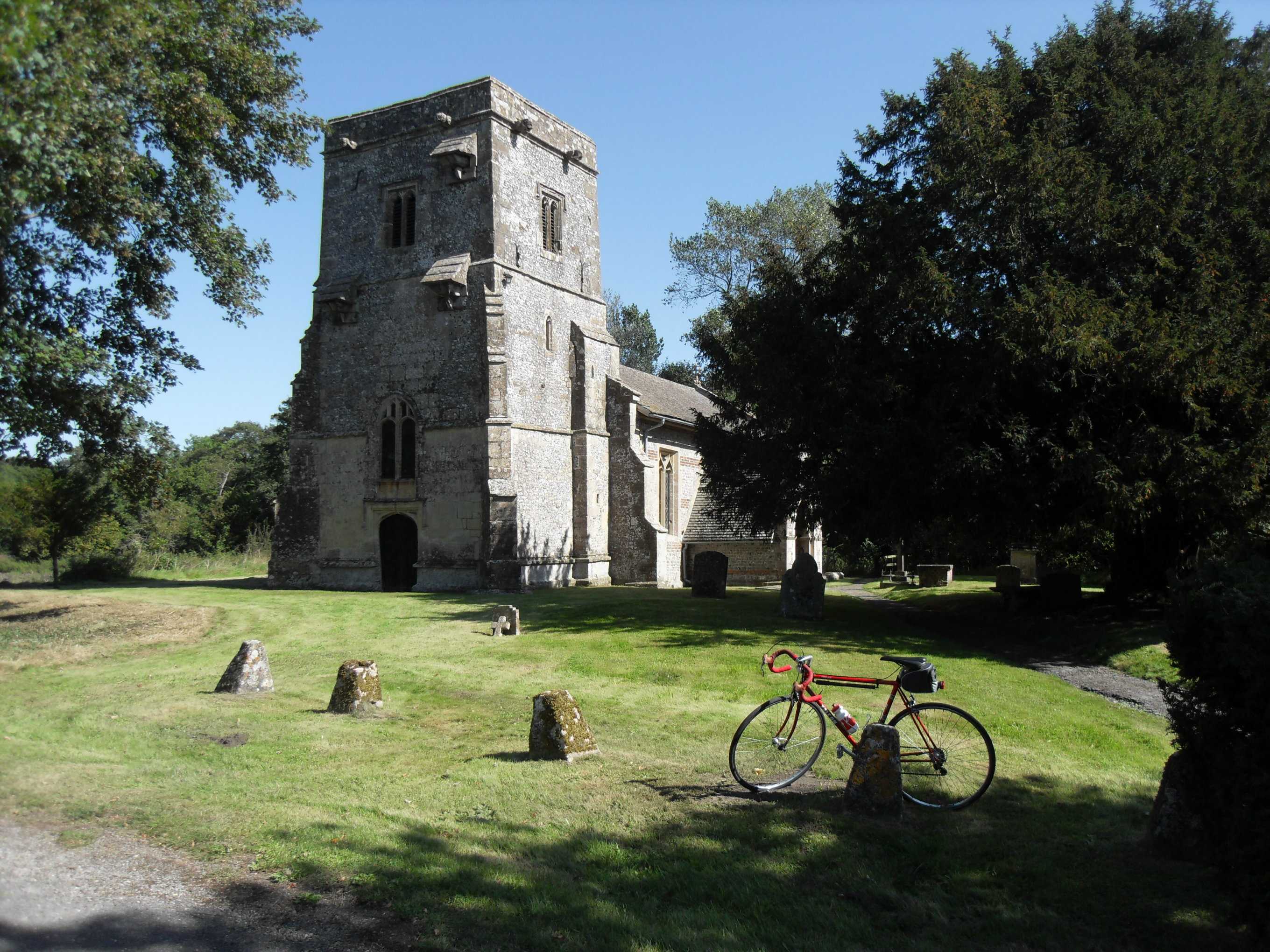
Chiesa di San Giacomo

Il territorio dell'antica parrocchia civile di North Newnton era composta da due parti separate, con North Newnton e Hilcott che costituivano la parte maggiore e Rainscombe che si trovava a nord-est di North Newnton e che nel 1885 fu trasferita alla parrocchia di Wilcot. I confini sostanzialmente sono rimasti simili a quelli descritti nelle carte dell'892 e del 934. Tali confini seguono il corso di un affluente del Christchurch Avon da Bottlesford a Manningford Bohune a Newnton, e da lì l'Avon fino a dove incrocia un vecchio sentiero a nord del villaggio di Wilsford. Il territorio comprende una cresta spezzata senza forti pendenze di 350–380 piedi, che corre da nord-ovest a sud-est tra l'Avon e il suo affluente settentrionale.  Il punto più alto è la collina Cats Brain, che arriva a 387 piedi. Il nome della collina si riferisce al terreno argilloso ruvido misto a pietre che è comune altrove nel Wiltshire.
Nel territorio di Newnton e Hilcott vi sono numerosi affioramenti geologici tipici della vallata del Pewsey. Affioramenti di Lower Chalk sulla cresta centrale, tra cui Cats Brain. Affioramenti di sabbie verdi nelle valli a nord e a sud, ricoperti da terreno alluvionale nelle parti superiori delle valli e da ghiaia fluviale negli angoli sud-est e sud-ovest. Il Lower Chalk è stato utilizzato per la lavorazione del terreno e le sabbie verdi per i prati, tipici usi agricoli della vallata. Parte delle aree alluvionali sono boschive. A nord-est l'antico confine è probabilmente segnato dalla strada da Overton Heath a Clench a Milton Lilbourne.

## Storia
Vi sono evidenze di attività preistoriche nel territorio della parrocchia civile poiché state fatte scoperte archeologiche con rinvenimento di manufatti del Neolitico e dell'Età del Bronzo a Hilcott e si pensa sia il sito di un antico insediamento britannico. Hilcott quindi è probabilmente un villaggio più antico di Newnton. Il villaggio si sviluppò su entrambi i lati della strada Avebury-Amesbury su un terreno meno soggetto a inondazioni rispetto a quello di Newnton ma comunque vicino al corso d'acqua del confine settentrionale. A metà del XVI secolo i due villaggi erano più o meno di uguali dimensioni ma nel 1803 Hilcott sembra essere stata marginalmente più popolosa di Newnton. Nel XIX secolo Hilcott mantenne le sue dimensioni mentre Newnton declinò. Si diceva che la sua popolazione fosse di 262 persone nel 1841. Quel totale includeva chiaramente le persone che vivevano a Gores, ma Hilcott sembra averne rappresentato la maggior parte. La popolazione probabilmente diminuì nel XX secolo quando si costruirono poche nuove abitazioni, e nel 1971 Hilcott non era più l'insediamento più grande della parrocchia.
Ci sono diversi gruppi di case nella parrocchia. Non ci sono prove di insediamenti sul sito del villaggio di Newnton o nelle vicinanze prima dell'epoca sassone. La chiesa e le fattorie circostanti furono costruite vicino alla confluenza del corso d'acqua di confine settentrionale con il ramo orientale dell'Avon. Il villaggio era relativamente piccolo all'inizio del XIV secolo, e più piccolo di Hilcott.
Nel XII secolo tutta la terra di Rainscombe era all'interno della foresta reale di Savernake ma, sebbene non fosse stata disboscata fino al 1330, la definizione dei confini e l'asservimento progredirono durante il XIII secolo. Nel 1227 i terreni della collina sopra Oare Hill a est della strada Enford-Marlborough e la maggior parte della collina stessa cessarono di far parte di Rainscombe, ma tutti i diritti di pascolo degli uomini di Oare sulle terre di Rainscombe furono eliminati e fu così stabilito il moderno confine occidentale con Oare. Il confine sud-orientale di Rainscombe con Pewsey fu fissato nel 1280 quando i diritti di pascolo di Rainscombe su Martinsell Hill furono ceduti e in cambio gli uomini di Wick a Pewsey furono esclusi dalle terre asservite a Rainscombe. L'altopiano di Oare Hill, coperto da depositi di argilla con selci, era boscoso. Era chiamato Abbess Wood o, dopo essere stato ripulito con un incendio probabilmente nel primo Medioevo, Burnt Oaks. La pianura chiamata Rainscombe, nella valle tra Oare e Martinsell Hills, si trova su Lower Chalk ed è ugualmente adatta per l'aratura o il pascolo.
Hilcott e Newnton erano attraversate dalla vecchia strada Avebury-Amesbury. A sud-est attraversava la strada Marlborough-Enford che attraversa la sorgente orientale dell'Avon fino a North Newnton a Wood Bridge. Fino almeno al 1840 le due strade si incrociavano molto vicino al ponte da cui la strada Avebury-Amesbury correva lungo la riva orientale del fiume. Quella strada fu trasformata in autostrada ai sensi di un atto del 1840, deviata sulla riva occidentale del fiume e migliorata. Probabilmente nello stesso periodo, almeno prima del 1855, fu costruito il Woodbridge Inn al nuovo incrocio con la strada Marlborough-Enford. Quell'incrocio fu ampliato nel 1935. Oltre alle tre vecchie strade principali, una serie di piccole stradine e sentieri tipici della bassa Pewsey Vale collegano la parrocchia con i suoi vicini.
Il più antico degli insediamenti più recenti è Gores. Fu così chiamato nel 1773 probabilmente per i due pezzi di terra triangolari sul lato ovest della strada Avebury-Amesbury separati dal percorso della vecchia strada Wilsford-Swanborough, chiamata Gores Lane nel 1972. Nel 1838 un isolato di quattro cottage sorgeva a breve distanza a sud di Gores, dove la strada AveburyAmesbury si unisce alle strade provenienti da Beechingstoke e Wilsford. Nel XIX secolo furono costruiti molti altri cottage e nel XX secolo furono costruiti alcuni bungalow lungo la strada di Beechingstoke e, prima del 1939, quattro coppie di case popolari lungo la strada di Wilsford. A ovest di Wood Bridge c'è un'altra area di insediamento del XIX e XX secolo. Nel 1886 il Woodbridge Inn, un cottage e una piccola casa erano gli unici edifici vicino al nuovo incrocio delle strade AveburyAmesbury e Marlborough-Enford. Tra il 1918 e il 1939 furono costruite sette coppie di case sul lato sud della strada per Rushall e diversi bungalow e una casa furono costruiti sul lato ovest della strada per Upavon.

## Monumenti e luoghi d'interesse
Nel territorio di North Newnton vi sono vari edifici e luoghi degni di particolare interesse. Il villaggio ha mantenuto la sua disposizione originale lungo la strada Avebury-Amesbury. Una fattoria periferica, Butts, si trova vicino al villaggio di Newnton. La maggior parte degli edifici si trova sul lato nord, tra cui, da ovest, Hilcott Manor, una coppia di cottage del XIX secolo, la cappella e la sala del villaggio, una casa colonica con tetto di paglia del XVIII secolo con estensioni successive, una casa costruita intorno al 1700 contro un cottage dei primi del XVII secolo, una casa datata 1729, l'Old Rectory e una casa colonica della metà del XIX secolo. Un cottage del XVIII secolo, Hilcott Farm, edifici agricoli e alcuni cottage del XIX secolo sono gli edifici principali sul lato sud.
- Chiesa di San Giacomo (in inglese Church of St James). La prima chiesa in questo sito fu costruita nel 963, il che la rende una delle più antiche chiese d'Inghilterra. La storia dell'edificio che ci è pervenuto inizia nel XIII secolo con l'erezione della navata e del presbiterio. La torre risale al XV secolo. C'erano due campane delle quali ne è rimasta una sola originale, l'altra è stata rifusa nel 1606. Altre due sono state aggiunte nel 1616. La chiesa è stata restaurata negli anni cinquanta del XX secolo. L'organo a canne è stato aggiunto nel 1977 per celebrare il Giubileo d'argento della Regina. La chiesa parrocchiale anglicana fu costruita a partire dal XII secolo, appartiene alla diocesi di Salisbury e dal 27 maggio 1964 è considerata un monumento classificato di secondo grado per il suo particolare interesse storico e architettonico.[8][9][10][11]
- Dairy Cottage è considerato un monumento classificato per il suo particolare interesse storico e architettonico.[12]